# Coopérateurs paroissiaux du Christ Roi
Pour les articles homonymes, voir CPCR.
Les coopérateurs paroissiaux du Christ Roi (en latin Congregatio Cooperatorum Paroecialium Christi Regis) constituent une congrégation cléricale de droit pontifical.

## Historique
François de Paule Vallet, Jésuite espagnol, se spécialise dans la prédication des exercices spirituels de saint Ignace de Loyola en cinq jours, au lieu des quatre semaines prévus par saint Ignace. De 1923 à 1927, ses retraites connaissent un succès spectaculaire en Catalogne. Près de 12 500 retraitants bénéficient de son enseignement pendant cette période.
Le 3 mai 1928, il fonde les coopérateurs paroissiaux du Christ Roi spécialement consacrés à cet apostolat. Le 5 juin 1929 il s'embarque pour l'Uruguay avec ses premiers compagnons car l'évêque de Salto le reçoit dans son diocèse. En 1934, la maison-mère est transférée à Chabeuil dans la Drôme.
Les Coopérateurs ne disposent pas d'églises ou d'oratoires mais exercent leur apostolat dans les églises paroissiales. Il devient un institut religieux de droit pontifical par décret du 23 juin 1979.

## Activités et diffusion
La mission principale des coopérateurs paroissiaux du Christ Roi est l'évangélisation grâce aux Exercices spirituels de saint Ignace. Les retraitants bénéficient d'une formation spirituelle accélérée qui doit les aider à redynamiser ensuite la vie spirituelle de leur paroisse.
Ils sont présents en :
- Europe : Espagne, France (Chabeuil[2] et Bieuzy-Lanvaux[3]), Suisse.
- Amérique : Argentine, Chili, Uruguay.
- Afrique : République démocratique du Congo.

La maison-mère est à Pozuelo de Alarcón près de Madrid.
Au 31 décembre 2005, la congrégation comptait 8 maisons et 71 religieux dont 30 prêtres.